# 条纹墨头鱼
条纹墨头鱼又名坎寶墨頭魚（学名：Garra cambodgiensis）为鲤科墨头鱼属的鱼类，俗名舐石鱼。分布于泰国、柬埔寨、寮國以及澜沧江等。该物种的模式产地在泰国。

## 扩展阅读
維基物種上的相關：条纹墨头鱼